# Oostvogelpolder
De Oostvogelpolder of Oost-Vogelschorpolder is een polder die deel uitmaakt van de Polders tussen Lamswaarde en Hulst.
De monniken van de Abdij van Boudelo hadden reeds in 1273 de Vogelpolder ingedijkt. Nabij Kuitaart kwam, niet lang na de herdijking in 1615, een dam in de kreek De Vogel, en het gedeelte ten oosten van deze dam, van 181 ha, werd sindsdien Oostvogelpolder genoemd.
In deze polder liggen de dorpen Lamswaarde en Kuitaart. Ook ligt er een klein deel van De Vogel, Kleinvogel genaamd. Ten noorden van Lamswaarde ligt een wiel, dat De Weel wordt genoemd.